# Émile Gilliéron
Louis Émile Emmanuel Gilliéron dit Émile Gilliéron ou encore Gilliéron père (24 octobre 1851 à Villeneuve en Suisse - 13 octobre 1924 à Athènes) est un artiste et dessinateur suisse reconnu pour ses restitutions d'artéfacts mycéniens et minoéens.
Artiste extrêmement doué, il a travaillé pour et avec Heinrich Schliemann et Arthur John Evans, ainsi que principales institutions archéologiques de son temps, mais auss de grands musées (en particulier le Louvre et le Metropolitan Museum of Art) qui ont acquis plusieurs copies qu'il a réalisées de découvertes archéologiques faites en Grèce entre les années 1880 et 1920. Il a ainsi joué un rôle de premier plan dans la diffusion des connaissances en archéologie. Pour répondre à la demande, il fonde en sa propre société, dans laquelle à partir de 1910 par son fils, Édouard Émile Gilliéron, dit Gilliéron fils (1875-1939) ,, qui prendra la direction de la société en 1917, date à laquelle son père se retire presque complètement.
Son travail de reconstitution, souvent audacieux voire « fantaisiste », a été critiqué avec le développement d'une archéologie qui a développé des méthodes rigoureuses et scientifiques; il est cependant aujourd'hui réévalué de façon plus positive.

## Biographie

### Enfance et formation
Louis Émile Emmanuel Gilliéron est né le 24 octobre 1850 à Villeneuve (canton de Vaud). Il est le fils de Jean-Victor Gilliéron (1826-1890) et de Méry Ganty (m. en 1855). Il perd donc sa mère à l'âge de cinq ans. Il est le deuxième de trois garçons. C'est un enfant très précoce et extrêmement doué.
Il étudiera les techniques artistiques à Bâle de 1870 à 1872, puis à l'Académie des Beaux-Arts de Munich entre 1872 et 1874, parachevant sa formation à l'École Nationale Supérieure des Beaux-Arts de Paris en 1875-1876, travaillant dans l'atelier d'Isidore Pils (mort en 1875),. Son travail s'inscrira dans la tradition académique de cet établissement.

### Athènes

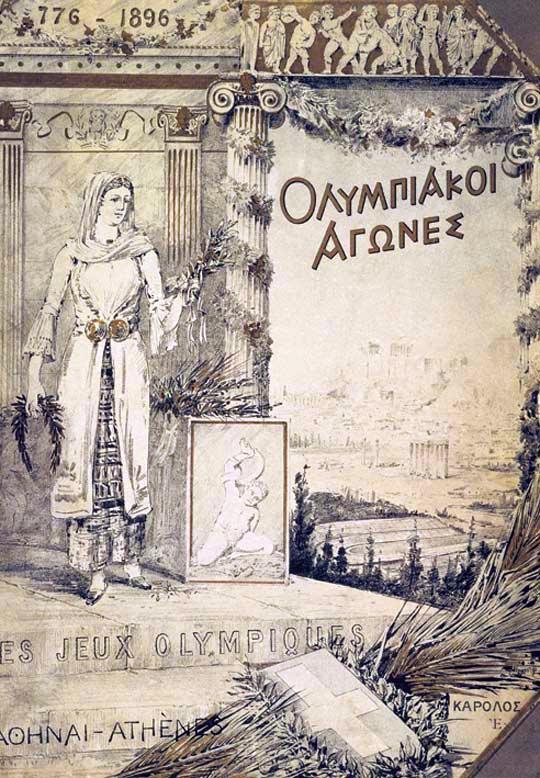
Affiche des JO de 1896, créée par E. Gilliéron.

Vers 1876 — et en tout cas depuis 1877 — Émile Gilliéron s'installe à Athènes et commence à travailler comme artiste peintre et dessinateur pour l'archéologue allemand Heinrich Schliemann. Cette collaboration durera jusqu'à la mort de Schliemann en 1890. Il s'installe et restera toute sa vie à la rue Skoufa. Durant une trentaine d'années, il collabore avec le gouvernement grec, les principales institutions scientifiques et archéologiques. Au cours des années 1880 déjà, il devient professeur de dessin des princes de la famille royale grecque, il est collaborateur de la Société archéologique d'Athènes, si bien qu'il accède aux cercles supérieurs de la société grecque et des milieux académiques. En 1894, il lance sa propre entreprise, profitant de son privilège qui lui permet de produire des copies exactes des récentes découvertes archéologiques.

#### Les JO de 1896
Signe de la reconnaissance de son travail, il se voit confier la création de l'affiche des Jeux Olympiques de 1896, les premiers de l'histoire moderne. Son habileté à rendre des sujets sur de petites surfaces, il fut également chargé de créer une série de timbres destinés à financer en partie l'organisation des Jeux, et il travailla à ce projet  avec le numismate et archéologue Ioannis Svoronos (en) — qui choisissait les sujets — ainsi que le graveur français Louis-Eugène Mouchon. Gilliéron fut ainsi l'artiste officiel des Jeux de 1896, ainsi que de la Mésolympiade de 1906.
Grâce à ses relations, Émile Gilliéron devint le personnage central dans la création d'une nouvelle iconographie liée à l'olympisme. Il exploita sa riche expérience du terrain, acquise sur de nombreux sites de fouilles, pour développer des idées et des modèles qui fondèrent cette nouvelle iconographie, et il mit à son service sa connaissance de nombreuses techniques de reproduction, allant du dessin et du moulage à la photographie et la lithographie, en passant par la galvanoplastie — une liste qui n'est pas exhaustive. Il a ainsi joué un rôle important dans la communication étatique, avec les affiches, mais en particulier avec les timbres, dont les JO de 1896 marquent la première utilisation au service de jeux athlétiques.

### Vie privée
De son mariage avec Joséphine Zoecchi naîtront cinq enfants, dont Édouard Émile (1875-1939). Celui-ci aura à son tour un garçon prénommé Alfred (1920-2010) qui travaillera également avec son père. Vers 1910, Émile Gilliéron introduit progressivement son fils Émile dans son commerce et son travail. Celui-ci remplacera progressivement son père, qui n'apparaît plus guère à l'atelier à partir de 1917.
Émile Gillieron meurt à Athènes, le 13 octobre 1924.

## Carrière et production artistique

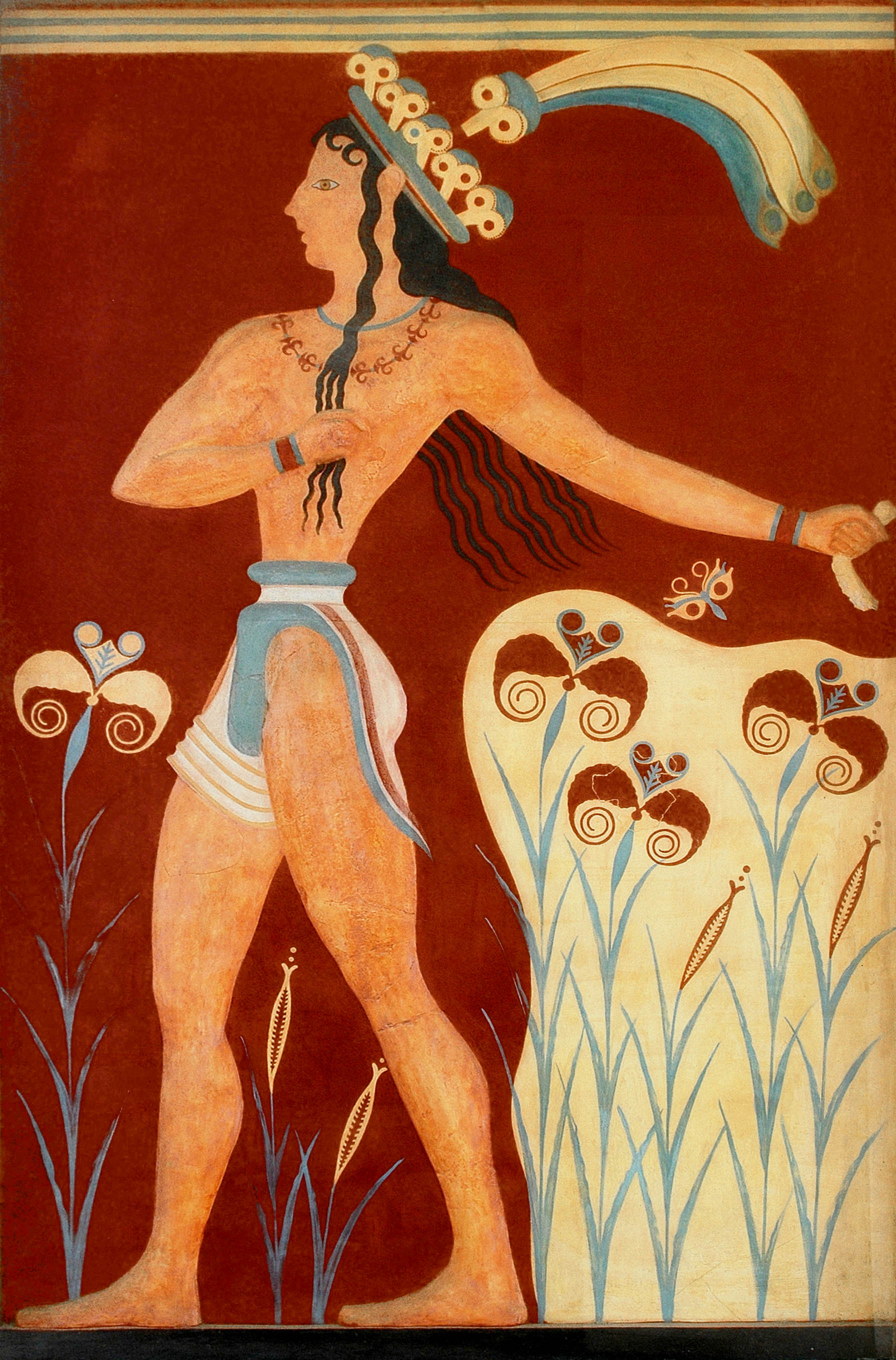
Fresque dite du « Prince aux lis », à Cnossos. Restitution par Émile Gilliéron fils.

Grâce la création de dessins pour l'archéologue allemand Heinrich Schliemann, il est reconnu de son temps comme le meilleur illustrateur archéologique de Grèce. Cette reconnaissance lui permet d'obtenir un poste lors de la reconstitution des fresques découvertes à Tirynthe de 1910 à 1912. Plus tard, il devient également le restaurateur en chef d'Arthur Evans (1851-1941) pour la restitution de palais de Cnossos en Crète.
On l'a dit plus haut, il est bientôt rejoint dans son travail par son fils Édouard Émile — connu comme Émile fils. Leur collaboration durera une trentaine d'années. Ensemble, père et fils travaillent à la production de copies de fresques et d'autres artéfacts archéologiques pour Evans. Les Gilliéron contribueront ainsi largement à la publication, étagée de 1921 à 1935, des quatre volumes de The palace of Minos, somme qui présente les résultats des fouilles du site archéologique de Cnossos,. Parmi les plus célèbres restitutions des Gilliéron, on relève la fresque dite du « Prince au lys », celle des « Dames en bleu » ou encore celle de la salle du trône du palais de Cnossos.
Cette notoriété pousse Gilliéron à fonder un atelier de reproduction rue Skoufá à Athènes, E. Gilliéron & fils, où il répondent à la demande de reproductions en fournissant des aquarelles ou d'autres copies faites directement sur les originaux antiques.
Parmi les reproductions proposées, on trouve des galvanoplasties réalisées par le biais de moules réalisés sur des armes, de la vaisselle ou des masques appartenant aux civilisations égéennes mais ils créent également des copies à échelle réelle, sur du papier aquarelle, des fresques minoennes ou coulent des tirages en plâtre. En 1911, ils pouvaient ainsi offrir à leurs riches clients un catalogue de plus de 144 pièces dont les galvanoplasties étaient fabriquées en Allemagne à Wurtemberg par la Württembergische Metallwarenfabrik.
Selon le goût de l'époque, les moules créés sur les originaux sont retravaillés pour reconstituer les parties manquantes et restituer les œuvres dans leur forme originelle. On peut ainsi trouver deux reproductions différentes du « masque d'Agamemnon » provenant de leur atelier : l'une fidèle à l'original, l'autre restituant l'apparence supposée de l'objet.

## Bilan

### Critiques
Le travail des Gilliéron a fortement contribué à la diffusion des œuvres des civilisations égéennes mais a aussi propagé une image « rêvée » des Minoens et des Mycéniens dont la véracité historique et archéologique est parfois à remettre en doute. Ainsi, la fiabilité de leurs restitutions a été longtemps débattue. Par exemple, la fresque du « Prince au lys » est un assemblage des fragments originaux réalisé par Gilliéron fils mais il semble après examen que s'y trouvent des influences modernes dues à la main de l'artiste. D'autres fresques font l'objet de critiques similaires comme celle du « Saut au-dessus du taureau » à laquelle aurait été ajoutée une bordure moderne. Idem pour la restitution de la fresque du « cueilleur de safran ». On sait aujourd'hui que ce n'était pas un jeune homme qui était figuré mais un singe.
En plus des remises en cause, il semble que Gilliéron père et fils aient pu alimenter le marché grec de production de faux. L'authenticité de certains artéfacts comme le disque de Phaistos ou les bagues de Minos et Nestor a été remise en doute et leur fabrication imputée à l'atelier des Gilliéron.

### Reconnaissance

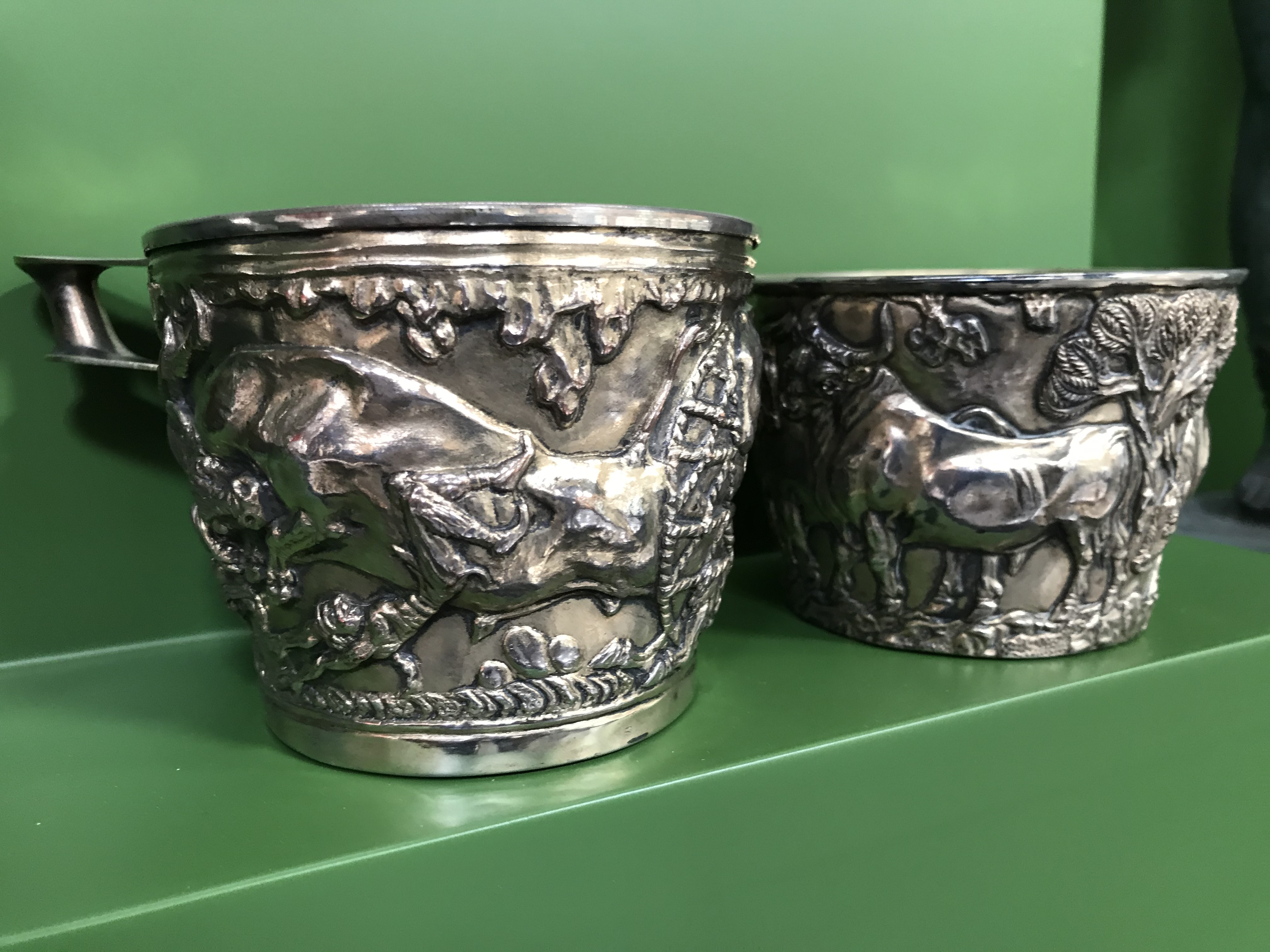
Gobelets de Vaphio, Galvanoplasties de l'atelier Gilliéron, Musée des Moulages - UPVM 3, Montpellier.

Émile Gilliéron a produit et vendu des copies d’œuvres d'art dans le monde entier jusqu'à sa mort en 1924. Ces reproductions furent acquises tant par des collectionneurs privés que par des musées. Le Musée national archéologique d'Athènes a même consacré une galerie aux productions de cet atelier. Ainsi, malgré les erreurs et les remises en cause de la fiabilité des restitutions, les productions de Gilliéron donnent une image de ce que pouvait être l'art grec de ces anciennes périodes mais sont aussi un témoin précieux de l'histoire du marché de l'art et de l'engouement pour les copies à son époque.

#### Impact «mondial»
En fait, selon les responsables du Projet Gilliéron (v. ci-après), le rôle de Gilliéron père et de ses deux fils est fondamental en ce qui concerne la représentation (images) de l'archéologie grecque et la construction de son savoir, et ce depuis 1875 jusqu'à la Deuxième guerre mondiale, et même jusqu'aux années 1980. Presque toutes les institutions travaillant sur l'archéologie en Grèce ont tiré profit de leurs services, si bien que, toujours selon les responsables du projet, « l'impact de leur œuvre fut mondial ».

## Projet Gilliéron
Depuis 2015, l’École française d’Athènes abrite le fonds d’archives et le legs matériel de l’atelier des trois génération de Gilliéron. L'année suivante, l'École française d'Athènes a lancé un « Projet Gilliéron », dont le travail va durer jusqu'en 2026, et qui a objectif « une mise en valeur pluridisciplinaire d’un legs artistique et artisanal, qui couvre l’antiquité égyptienne, grecque, romaine et byzantine, mais aussi l’art populaire, l’histoire et « l’artisanat archéologique » des XIXe et XXe siècles ».

## Dans la littérature
La collaboration et le travail d'Émile Gilliéron avec Schliemann et Evans, ainsi que l'œuvre de son fils sont mis en scène dans Le faussaire, l'espionne et le faiseur de bombes de l'écrivain franco-suisse Alex Capus, paru en 2013, traduit de l'allemand par Emanuel Güntzburger et publié chez Actes Sud en 2015. L'auteur trace le portrait de trois personnages historiques: Émile Gilliéron père et fils, une jeune Italienne devenue espionne, Laura D'Oriano (it) (1911-1943) et le physicien suisse Félix Bloch (1905-1983). Le roman donne une bonne description de la vie et de la carrière de Gilliéron père, et plus rapide de Gilliéron fils, même si c'est plus spécifiquement ce dernier qui est le « faussaire » annoncé dans le titre.

## Galerie
Les images ci-dessous sont toutes dues à Émile Gilliéron, parfois avec la collaboration de son fils. On pourra se rendre compte des interventions de l'artiste par rapport aux originaux dans différentes images.

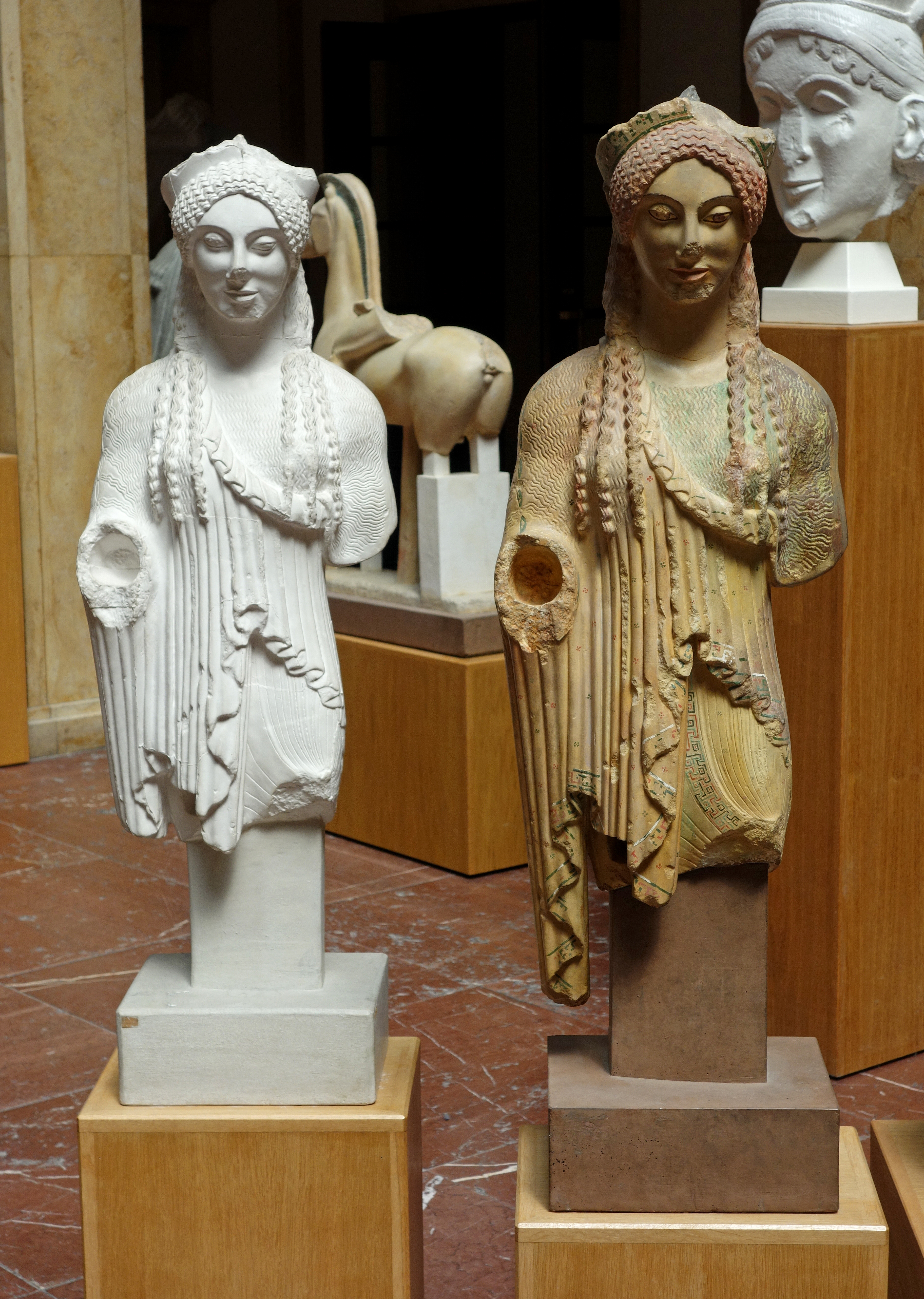
Moulage en plâtre de la Koré 674 venant de l'Acropole d'Athènes, peint par Gilliéron père et fils, et moulage non peint de la même statue. Vers 1890–1910. Original vers 500 av. J.C. Munich.
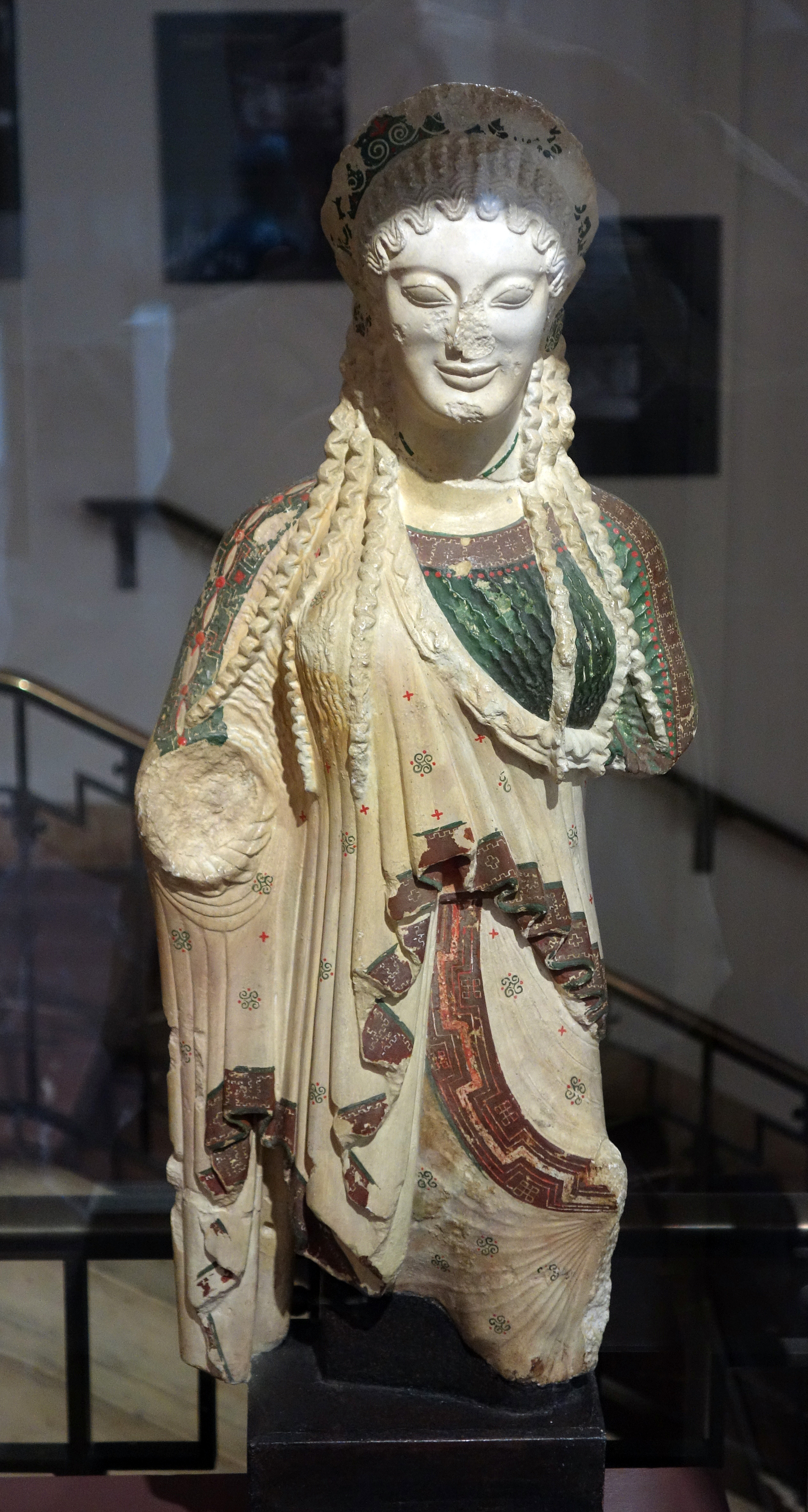
Moulage en plâtre de la Koré 675 (Koré de Chios). Vers 1890–1910. Original vers 510 av. J.C. Munich.
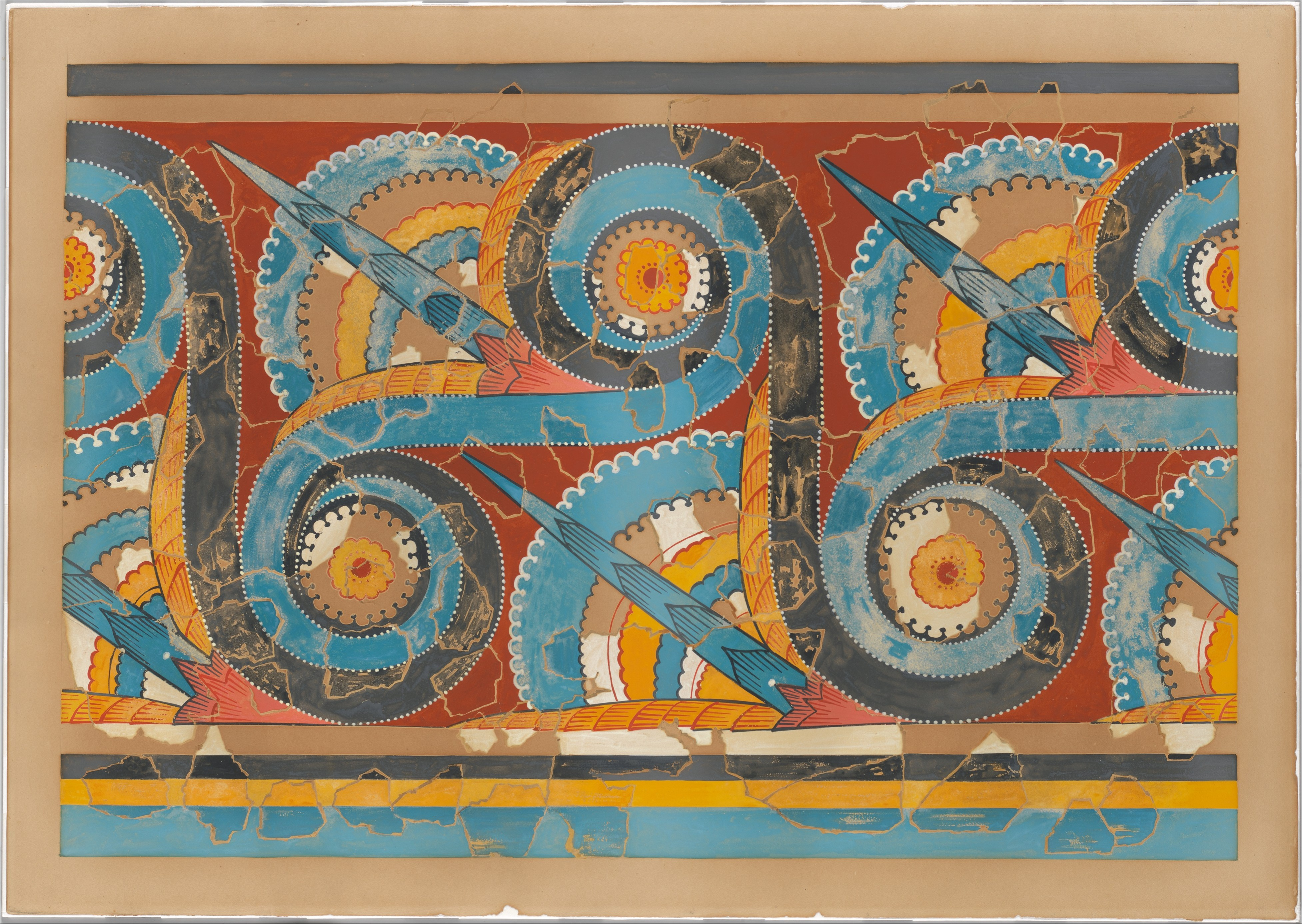
Reproduction de la Grande frise en S au palais de Tirynthe. MET. Original 1400-1200 av. J.C. au musée national archéologique d'Athènes.
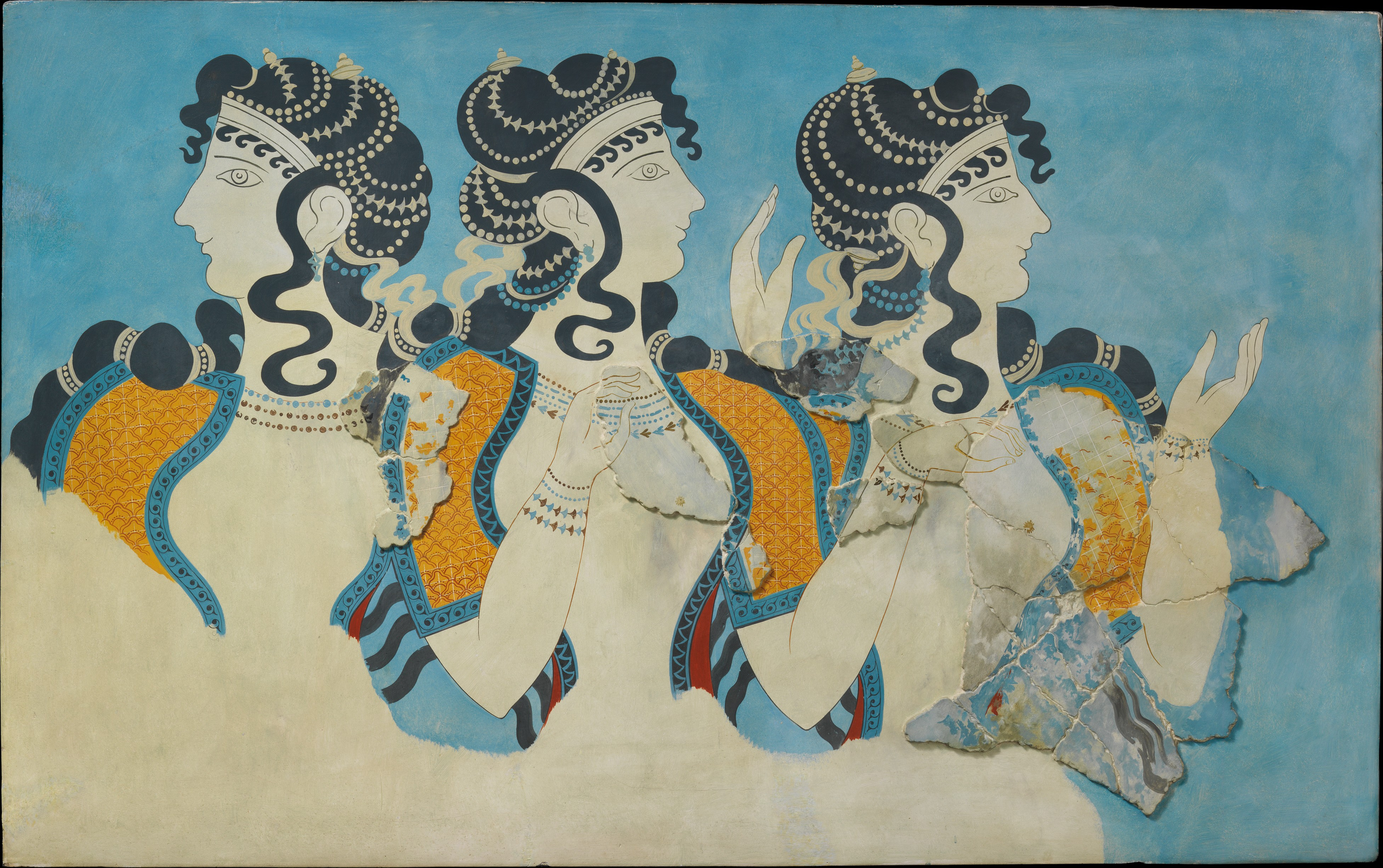
Fresque dite des « Femmes en bleu » dans le palais de Cnossos. 1600-1430 av. J.-C. Musée archéologique d'Héraklion.
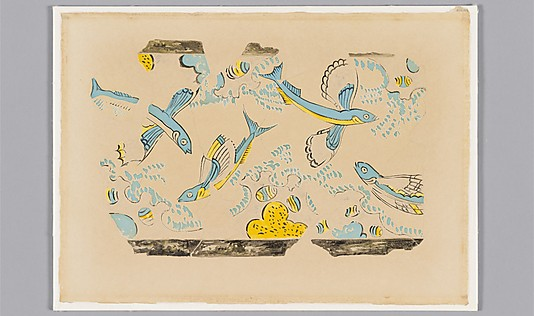
Poissons volants. Phylakopi. Avant 1909. MET. Les ailes, disparues de l'original, sont ajoutées par E. G. : Lyvia Morgan, « Creatures of water and air », Metioessa, « Aura supplement » 10, p. 71 à 83. V. p. 72 n. 6. [lire en ligne (page consultée le 10 juillet 2024)]
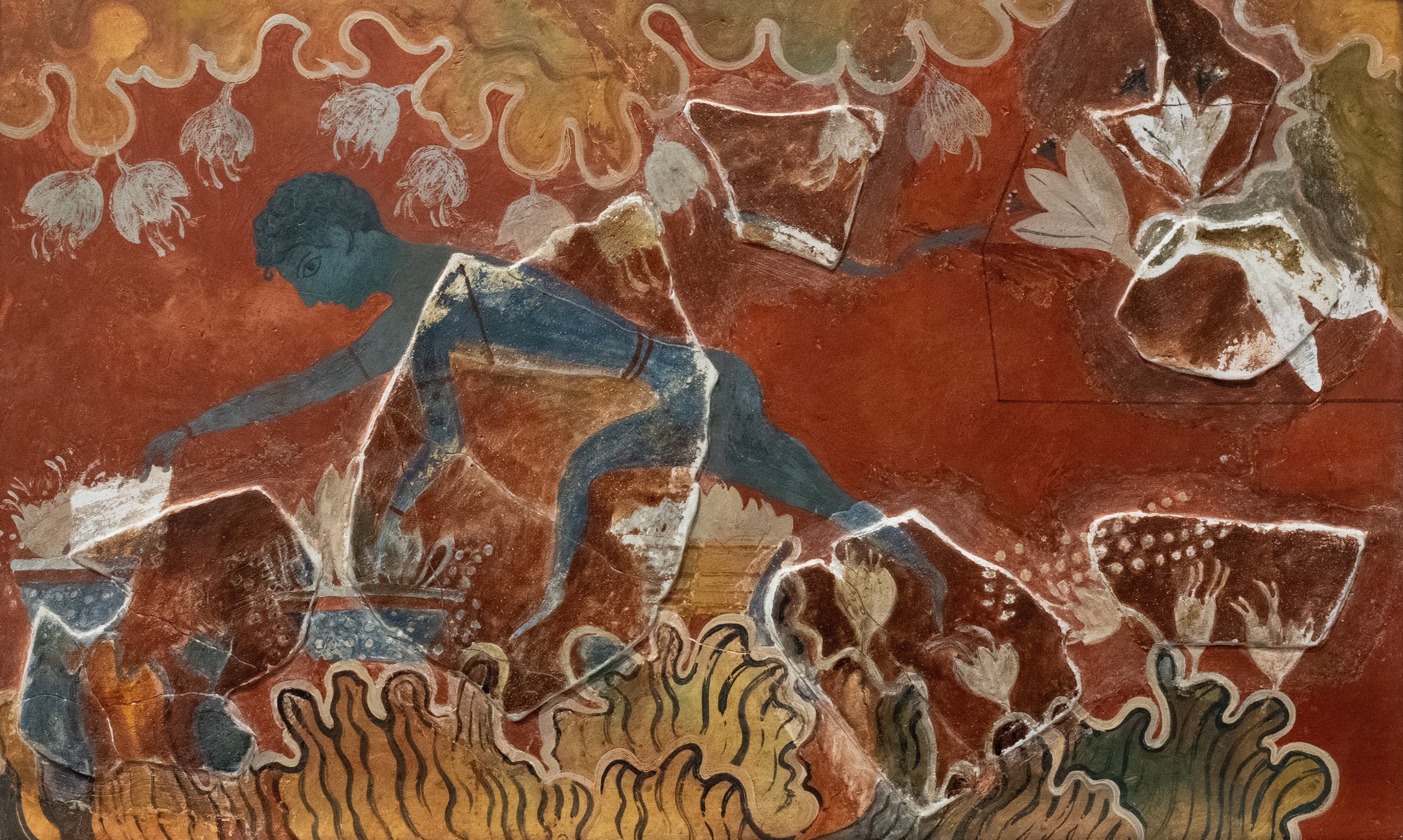
Fresque dite du « Garçon bleu » ou « Cueilleur de Safran ». Cnossos, 1875/50-1750/00 av. J.C. Musée d'Héraklion.
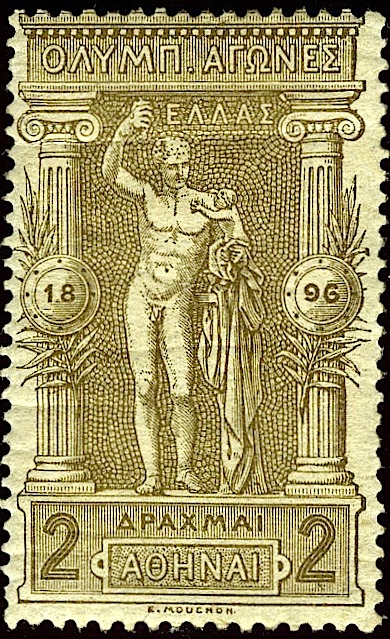
Hermès. Timbre de la série des JO de 1896.
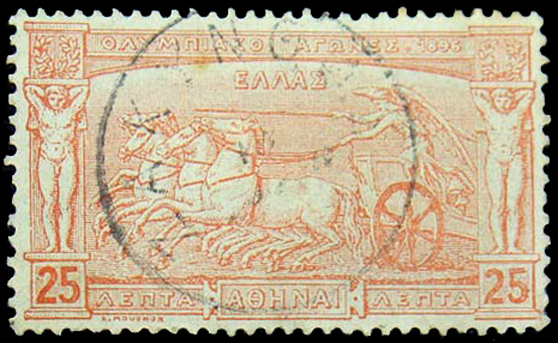
Quadrige. Timbre de la série des JO de 1896.
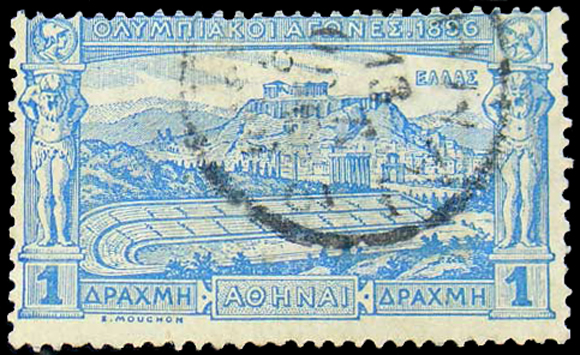
Timbre de la série des JO de 1896. Premier plan, Stade panathénaïque rénové; derrière Olympeion, Porte d'Hadrien et Acropole.